# 1843年加拿大玉米法
英国议会于1843年制定并通过了名为加拿大玉米法（英語：Canada Corn Act）的法案，该法案旨在允许加拿大的谷物以低关税进入英国市场。该法案最终在1846年被废除。

## 历史

### 背景
尽管加拿大在当时是大英帝国的殖民地，但英国于1815年制定的《进口法案》，限制英国进口来自加拿大的谷物，从而对加拿大谷物的市场产生不利影响。

### 立法
1843年的法案旨在将英国从加拿大进口的小麦的关税降低到每季度1先令，从而减轻加拿大粮农的负担。
关税的降低导致圣劳伦斯河航运业的利润增加。为了吸引来自美国的航运业务，美国政府亦允许从加拿大运往英国的谷物免进口税通过伊利运河。
该法案允许英国向加拿大进口谷物，无论是否经过加工处理。因此，美国谷物贸易如雨后春笋般涌现，一大批来自美国的谷物被运往加拿大进行碾磨处理，然后再运往英国。这一推动一度导致加拿大面粉加工业空前的繁荣。

### 废除
然而在不久后，当英国首相罗伯特·皮尔推动英国走向自由贸易时，《玉米法》给加拿大带来的恩惠就消失了。爱尔兰大饥荒造成的食物短缺导致英国需要大量进口廉价的谷物。最终，该法案于1846年被废除。
这在当时被视为对加拿大经济的严重打击；因为该法案对加拿大经济带来的正面影响，足以在当时促进加拿大实现经济腾飞。而现今在历史学上，因法案的废除对19世纪40年代末和50年代加拿大贸易的影响，仍然是一个重要的辩论话题。

## 延伸阅读
- Denison, Merrill. . McClelland and Stewart. 1955 （英语）.
- Canada Corn Act （页面存档备份，存于）